# 아메리카 전구 (제2차 세계 대전)
아메리카 전구(영어: American theater)는 제2차 세계 대전 중 모든 아메리카와 근처 바다 200 마일 (320 km)까지 뻗어 있는 전구였다.
북아메리카와 남아메리카가 갈등의 중심 지역(유럽, 지중해와 중동, 태평양)과 지리적으로 분리되어 있었기 때문에 추축국이 미국 본토나 아메리카의 다른 지역을 침략할 위협은 무시할 만했고, 이 지역에서는 비교적 갈등이 거의 없었다. 군사적 교전에는 라플라타 전투, 북소리 작전, 알류산 열도 전역, 세인트로런스 전투 등이 있다. 첩보 활동으로는 볼리바르 작전이 있다.